# Balbijev luk
Balbijev lȗk je ulaz u staru gradsku jezgru Rovinja, sagrađen na mjestu gdje su se nalazila glavna gradska vrata zvana Porton della pescheria (talijanski za Vrata ribarnice), koja su bila jedna od sedam kroz koje se moglo ući u utvrđeni grad.
Lȗk je izgrađen u razdoblju između 1678. i 1679. godine nakon rušenja gradskih vrata. Na vrhu luka nalazi se krilati lav, simbol Mletačke Republike. Otvorena knjiga lava označava dolazak Mletačke vlasti u Rovinj bez rata, te se na njoj nalazi natpis Victoria Tibi Marce Evengelista Mevs (latinski za "Pobjeda tebi, Marko Evanđelistu moj"). Ispod lava nalaze se grbovi obitelji Balbi, dodani stotinjak godina nakon njegove izgradnje, te između njih posveta gradonačelniku Danielu Balbiju za vrijeme čije je vlasti luk izgrađen. Na vrhu luka sa obe strane nalaze se stilizirane glave, s unutrašnje strane je glava u venecijanskom stilu, a s vanjske u osmanskom stilu.
Godine 2018. krenula je temeljita obnova luka koja je dovršena u lipnju 2019. godine.

## Vanjske poveznice
- Balbijev luk na službenoj stranici Turističke zajednice Rovinja